# Forum (instituut)
Forum was de naam van een instituut in Utrecht dat onderzoek doet naar multiculturele vraagstukken.
Forum werd opgericht in 1997 in Utrecht. Het instituut bracht multiculturele vraagstukken in de samenleving in kaart. Het instituut bedreef, in de woorden van de voorzitter van de Raad van Bestuur Sadik Harchaoui, geen wetenschap, maar probeerde kennis te vergaren die belangrijk kan te zijn voor de sociale stabiliteit in Nederland. Forum stelde deze kennis beschikbaar en zette de kennis om in praktisch toepasbare methoden en producten.
Het instituut organiseerde seminars, masterclasses voor lokale bestuurders over bijvoorbeeld salafisme, een bijeenkomst over het Amsterdamse onderwijs, deed onderzoek naar Polen in Nederland, schreef een studie over de ontwikkeling van Islam in Nederland enz.
Forum heeft twee voorzitters gehad: Ahmed Aboutaleb en Harchaoui. De laatste werd in 2009 door de Volkskrant geplaatst op de lijst van de 200 meest invloedrijke Nederlanders.
Per 1 januari 2015 werd de subsidiëring door het ministerie van Sociale Zaken gestopt. Volgens het ministerie kon Forum niet meer voldoen aan de eisen van deze tijd. Door het wegvallen van de subsidie werd het instituut opgeheven; zijn taken werden overgenomen door het Verwey-Jonker Instituut en door Movisie, een kennisinstituut voor sociale vraagstukken. De voormalige Afdeling Migratierecht van Forum is omgevormd tot de Stichting Migratierecht Nederland. Het programma op het terrein van integratievraagstukken zal worden ontwikkeld door het Kennisplatform Integratie & Samenleving.